# Xestia hilliana
Xestia hilliana là một loài bướm đêm trong họ Noctuidae.